# 이색나무쌀쥐
이색나무쌀쥐 또는 흰배나무쌀쥐(Oecomys bicolor)는 비단털쥐과 나무쌀쥐속에 속하는 남아메리카 설치류이다. 아마존 생태구에 널리 분포하며, 브라질 북서부와 볼리비아 북부, 페루 동부, 에콰도르 동부, 콜롬비아 동부, 베네수엘라 대부분 지역, 가이아나, 수리남, 프랑스령 기아나, 파나마 동부 지역에서 발견된다. 한 종 이상을 포함하고 있을 수도 있다.